# ماونت بور، استرالیای جنوبی
ماونت بور (به انگلیسی: Mount Burr) یک منطقهٔ مسکونی در استرالیا است که در استرالیای جنوبی واقع شده‌است.